# Geschiedenis van Zwolle
Dit artikel beschrijft de geschiedenis van Zwolle, de hoofdstad van de Nederlandse provincie Overijssel.

## Oudste bewoners
De oudste sporen van bewoning stammen uit de jonge steentijd. Rondtrekkende stammen bewoonden toen de dekzandruggen.
Bij de aanleg van Ittersumerbroek, een wijkgedeelte van Zwolle-Zuid, zijn in 1993 grondsporen gevonden van twee paalcirkels uit de bronstijd. Deze worden ook wel het Woodhenge van Zwolle genoemd.

## Middeleeuwen

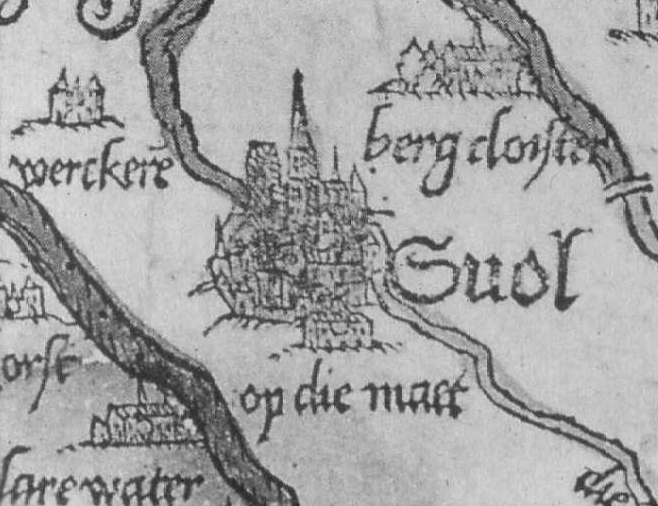
Fragment van een middeleeuwse kaart met daarop Zwolle

### Nederzetting
Zwolle als vaste nederzetting is in de middeleeuwen ontstaan op een dekzandrug tussen de IJssel en de Overijsselse Vecht aan het riviertje de Aa. Dit was een hoger gelegen en bewoonbare plek in het verder moerassige landschap. Zo'n plek werd destijds een 'suolle' genoemd, hetgeen later veranderde tot Zwolle.
Deze dekzandrug is nog altijd zichtbaar door de hoogteverschillen in de stad. Zo ligt de Sassenstraat hoger dan het Grote Kerkplein. Het hoogteverschil is het duidelijkst in de Tijlspassage tussen de Voorstraat en de Melkmarkt. Hier zijn traptreden aangelegd om het hoogteverschil op te vangen.

### Stad

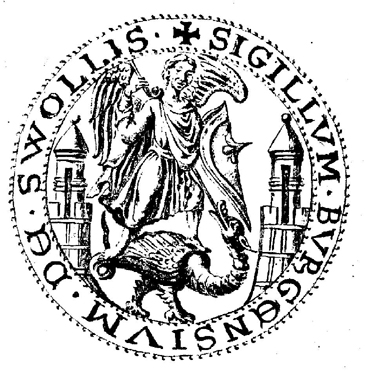
Stadszegel uit 1295 met afbeelding van Sint-Michael die een basilisk doodt.

De oudste schriftelijke vermelding van Zwolle komt voor in een oorkonde uit 1040, waarin een aan Sint Michaël gewijde parochiekerk die zich bevond op de plaats waar nu de Grote Kerk staat, door de bisschop van Utrecht aan het kapittel van Deventer werd geschonken.
In 1230 kreeg Zwolle op de Spoolderberg stadsrechten van haar landsheer, de Utrechtse bisschop Wilbrand van Oldenburg, als dank voor hulp bij het bouwen van een burcht in Hardenberg. Dit naar aanleiding van de Slag bij Ane. Er werden nu aarden verdedigingswerken aangelegd en hiermee begon de groei van Zwolle. Marktrecht werd verkregen in het jaar 1265.
In 1324 werd de stad in brand gestoken door Zweder, Heer van Voorst, die door Zwolles voorspoedige groei zijn machtspositie ondergraven zag. De stad werd snel herbouwd en omringd door ditmaal een stenen muur; ook de gevels van de huizen werden nu van steen opgetrokken. In 1361 probeerde de Heer van Voorst nog eenmaal de stad in brand te steken, maar dit lukte slechts ten dele.
Van 1375 - 1415 bracht rector Johan Cele de Latijnse school tot grote bloei. Hij voerde een onderwijsvernieuwing in die in heel Europa werd overgenomen en de basis legde voor het schooltype gymnasium. Hij vormde zijn leerlingen in de idealen van de Moderne Devotie en droeg zo veel bij tot hervorming van kerk en samenleving.
Van 1413 tot 1416 hadden de gilden grote invloed in het stadsbestuur, en kondigden scherpe anti-kloosterlijke bepalingen af. Bisschop Frederik van Blankenheim plaatste Zwolle in 1415 onder interdict. Tijdens de zgn. Sinte Lucienacht (13 december 1416) maakten troepen van de bisschop een einde aan het gildebestuur en werden de tegen de moderne devoten gerichte maatregelen geschrapt uit het Stadboek.
In 1438 verkreeg Zwolle stapelrecht van bisschop Rudolf van Diepholt. De keizer van het Heilige Roomse Rijk bevestigde in 1448 de stadsrechten van Zwolle door de stad op te nemen onder de steden van het Duitse Rijk. Zwolle trad als handelsstad toe tot de Hanze en vormde in de vijftiende eeuw, de bloeitijd van de stad, met Deventer het centrum van de Moderne Devotie, een religieuze beweging die zich op initiatief van Geert Grote, aanvankelijk alleen vanuit Deventer, maar later ook vanuit Zwolle over een groot deel van Europa uitbreidde. Thomas a Kempis schreef in het klooster de Agnietenberg De imitatione Christi, na de Bijbel het meest gelezen boek van de Christenheid.

### Handelsoorlog met Kampen: Karel van Gelre wordt heer van Zwolle
In het begin van de 16e eeuw ging het handelsverkeer steeds meer via de Vecht en het Zwarte Water. Het Zwarte Water werd namelijk steeds belangrijker omdat de IJssel bij Kampen verzandde. Daarentegen werd het Zwarte Water, dat Zwolle met de Zuiderzee verbond, door landontginningen dieper; daardoor konden steeds grotere schepen de stad bereiken. Het gevolg was dat Zwolle een steeds groter deel van de handel van Duitsland naar Holland naar zich toetrok. Kampen besloot om haar IJsseltol te verplaatsen naar de monding van het Zwarte Water. Zwolle, dat daar geen tol wenste, nam dit niet. De keizer en de bisschop van Utrecht steunden Kampen. Daarop werd Zwolle in 1520 haar landsheer ontrouw. Sindsdien waren de Zwollenaren dus meinedig omdat zij zich niet hielden aan de eed van trouw, gezworen aan de landsheer. Het is een mogelijke verklaring voor de bijnaam van blauwvingers genoemd.
De Zwollenaren zochten en vonden steun bij hertog Karel van Gelre. Maar hij stelde als voorwaarde dat Zwolle hem als landsheer zou erkennen. Dit gebeurde maar de oorlog met Kampen bleef woeden en legde de handel stil. Dat betekende o.a. dat de armoede en honger onder de Zwolse bevolking schrikbarend steeg en daarmee ook de ontevredenheid. Ten slotte, in 1524, kwam de bevolking in opstand en zette het Geldersgezinde stadsbestuur af. Zwolle kwam weer onder de bisschop van Utrecht.
Karel van Gelre was daar woedend over en deed een aanval op de stad. Maar de Zwolse bevolking lokte hem in de val: zodra de hertog tussen de binnen- en de buiten-Sassenpoort gekomen was werden de poorten gesloten. In die toestand kon men de hertog gemakkelijk beloften afdwingen. Hij hield zich daar echter na zijn vrijlating niet aan en hij begon de stad te belegeren. Dat is het enige beleg dat Zwolle ooit te verduren heeft gehad. Dankzij de verwoede tegenstand van de Zwollenaren en hulp van de steden Kampen en Deventer duurde het maar 24 dagen. Toen moest de hertog het beleg opbreken, hoewel hij met zijn kanonnen al flinke bressen in de noordelijke muur had geschoten. In december van dat jaar sloot de Gelderse hertog een verdrag met de (nooit gewijde) bisschop, Hendrik; hierbij trok hij zijn aanspraken op Overijssel (met uitzondering van Diepenheim) in tegen een grote schadevergoeding, die hem op tijd en ten volle werd betaald.
In 1528 onderwierp het Oversticht, waar Zwolle deel van uitmaakte, zich aan keizer Karel V en werd het gesplitst in Drenthe en de heerlijkheid Overijssel. Met de Pragmatieke Sanctie van 1549 ontstonden de Habsburgse Nederlanden als staatkundige eenheid, en was Zwolle voor het eerst een 'Nederlandse stad'.

## Tachtigjarige Oorlog en de Republiek

### Vooravond
Zwolle kende aan de vooravond van de Tachtigjarige Oorlog slechts een kleine calvinistische minderheid, maar deze roerde zich opvallend. De Beeldenstorm bleef de IJsselstad bespaard, wel werden er in het openbaar protestante preken gehouden. In december 1566 braken enkele calvinisten de Onze Lieve Vrouwekerk open en hielden er de eerste hervormde dienst. De leiders hadden hun achterban goed in bedwang; het katholieke interieur van de kerk bleef onaangeroerd.
Het volgende jaar werd de orde hersteld door het Spaanse gezag.

### Korte Staatse bezetting
Na een mislukte aanval op 20 juli 1572 werd Zwolle 14 augustus zonder slag of stoot ingenomen door het Staatse leger van Willem IV van den Bergh, een zwager van Willem van Oranje, die net Kampen veroverd en geplunderd had. De Zwollenaren hoopten door zich vrijwillig over te geven gespaard te worden, en inderdaad verzekerde Willem van den Bergh de bevolking dat het rooms-katholicisme vrij beleden mocht worden, en dat de gemeenterechten werden gehandhaafd. Echter hielden zijn soldaten huis als rovers; zij stalen het leegstaande Broerenklooster leeg, en vorderden veel voedsel van de bevolking.
Onder de Zwolse en Kamper bevolking werden twee vendelen soldaten geworven voor een aanval op Deventer, dat door een Duits regeringsgezind garnizoen werd bezet; echter viel dit slecht georganiseerde krijgsvolk op 9 oktober ter hoogte van Olst in een hinderlaag van de Spanjaarden en werd verslagen.
Na het uitmoorden van Zutphen op 16 november door de Spaanse troepen van Don Frederik, sloegen de staatse troepen 19 november op de vlucht, waarbij Willem van den Bergh vernederend als een dienstmeid verkleed op een mestwagen de wijk moest nemen. De stad Zwolle gaf zich met enkele andere steden vrijwillig over aan Don Frederik om bloedvergieten te voorkomen. De nieuwe Spaanse bezetting verving op 25 januari 1573 de stadsraad met Spaansgezinden; de staatse leden moesten vertrekken.

### Pacificatie van Gent

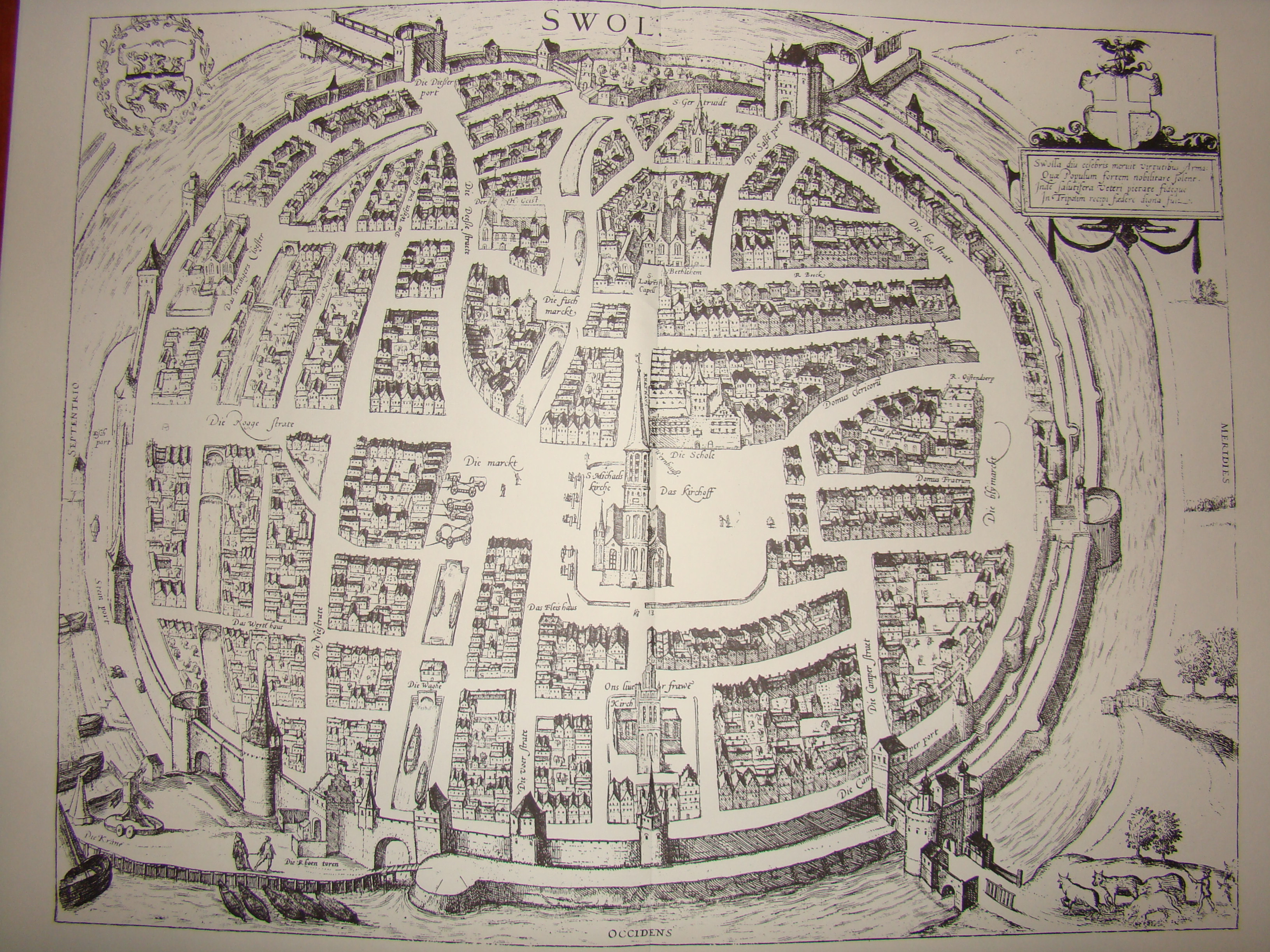
Zwolle door Frans Hogenberg, uitgegeven in 1574

Zwolle wenste zich lange tijd buiten de Opstand te houden. Op 18 maart 1576 besloten de stadsraad en gezworen gemeente zelfs dat iedere inwoner die reisde naar Enkhuizen of een andere stad die in oorlog was met koning Filips, voor altijd uit Zwolle verbannen zou worden.
De muiterijen die in het Spaanse leger uitbraken in 1576, met als hoogtepunt de Spaanse Furie in Antwerpen, deden de Staten-Generaal van de Nederlanden besluiten tot de Pacificatie van Gent. Deze hield in het kort in dat alle vreemde troepen het land dienden te verlaten, maar dat men Filips II van Spanje nog steeds erkende als koning. Zwolle aarzelde of het de Pacificatie zou steunen; de andere IJsselsteden Kampen en Deventer bleven afzijdig. Op 15 december trad de stad na lange onderhandelingen dan toch toe, met de extra toevoeging dat 'de katholieke godsdienst en de autoriteit van de koning' gewaarborgd moesten blijven.

### Unie van Utrecht en het oproer van 1580
De Staten van Overijssel deden in eerste instantie niet mee aan de Unie van Utrecht, die bedoeld was als militair verbond tegen de oprukkende Spaanse troepen. Maar toen de stadhouder van Friesland, Groningen, Drenthe en Overijssel - George van Lalaing - op 3 maart 1580 overliep naar Spanje, besloot de Overijsselse Landdag te Kampen op 6 maart de Unie te steunen. De hervormde Zwollenaren maakten duidelijk dat zij de opstand niet wilden verlaten en erkenden de stadhouder niet langer. Ene Lubert Ulger bestreed een pro-Spaanse opstand in Zwolle die uitbrak in de morgen van 15 juni, en op 16 juni wist hij met een groep calvinistische opstandelingen de malcontente katholieken te verslaan in een straatgevecht in de Diezerstraat. Even werd gevreesd voor een aanval van de Spaanse legeroverste Maarten Schenk van Nydeggen, die op 17 juni in de Slag op de Hardenbergerheide Filips van Hohenlohe-Neuenstein versloeg, maar deze zou pas in oktober voor de stad verschijnen, die echter onneembaar bleek door o.a. een versterking van 225 Hollandse soldaten.

### Bedreigd en versterkt

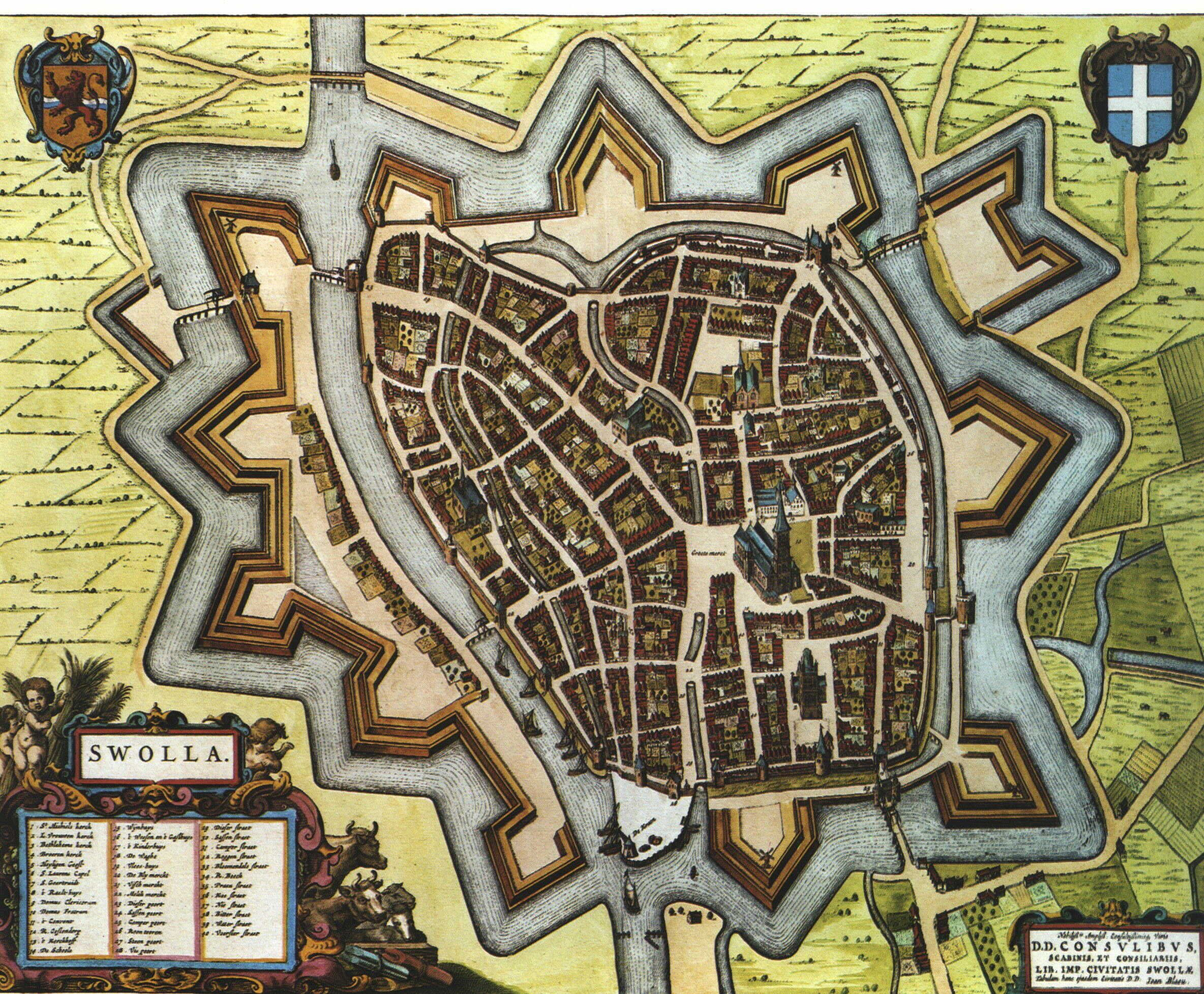
Zwolle als vestingstad in 1652

Gedurende Parma's Negen Jaren was Zwolle met Kampen de enige Overijsselse stad die niet door de Spanjaarden werd heroverd.
In de Tien jaren van Maurits van Oranje was de stad een militaire basis waar vanuit Overijssel en Gelderland konden worden heroverd. De stad werd bovendien omgebouwd tot een vestingstad, met bastions een extra eiland (het Noordereiland) met daarvoor een nieuwe gracht (de Achtergracht). Op 2 augustus 1606 vond de Slag bij de Berkumerbrug plaats, waarbij het Spaanse leger onder veldheer Ambrogio Spinola werd tegengehouden.
Tijdens de in 1587 opgerichte en in 1648 erkende Republiek der Verenigde Nederlanden, tot de Franse tijd in 1795, had Overijssel geen echte hoofdstad: de staten bestond uit afgevaardigden van Deventer, Kampen, Zwolle en het Overijsselse Ridderschap. De vergaderingen vonden afwisselend plaats in een van de drie steden.

## Franse tijd en de 19e eeuw
Tijdens de Bataafse Republiek in 1798 kreeg Zwolle de status van hoofdstad: eerst van het departement van de Oude IJssel; daarna van het departement Overijssel; en na de annexatie door het Eerste Franse Keizerrijk, van het departement Monden van de IJssel of Bouches-de-l'Yssel; en ten leste in 1814 na het vertrek van de Fransen, van de provincie Overijssel.
In 1837 werd op de Grote Markt de laatste doodstraf in Zwolle uitgevoerd. De uit Wijhe afkomstige Albert Wetterman werd tot deze straf veroordeeld vanwege de moord op zijn vrouw Gerritdina Lankhorst.

## 20e eeuw

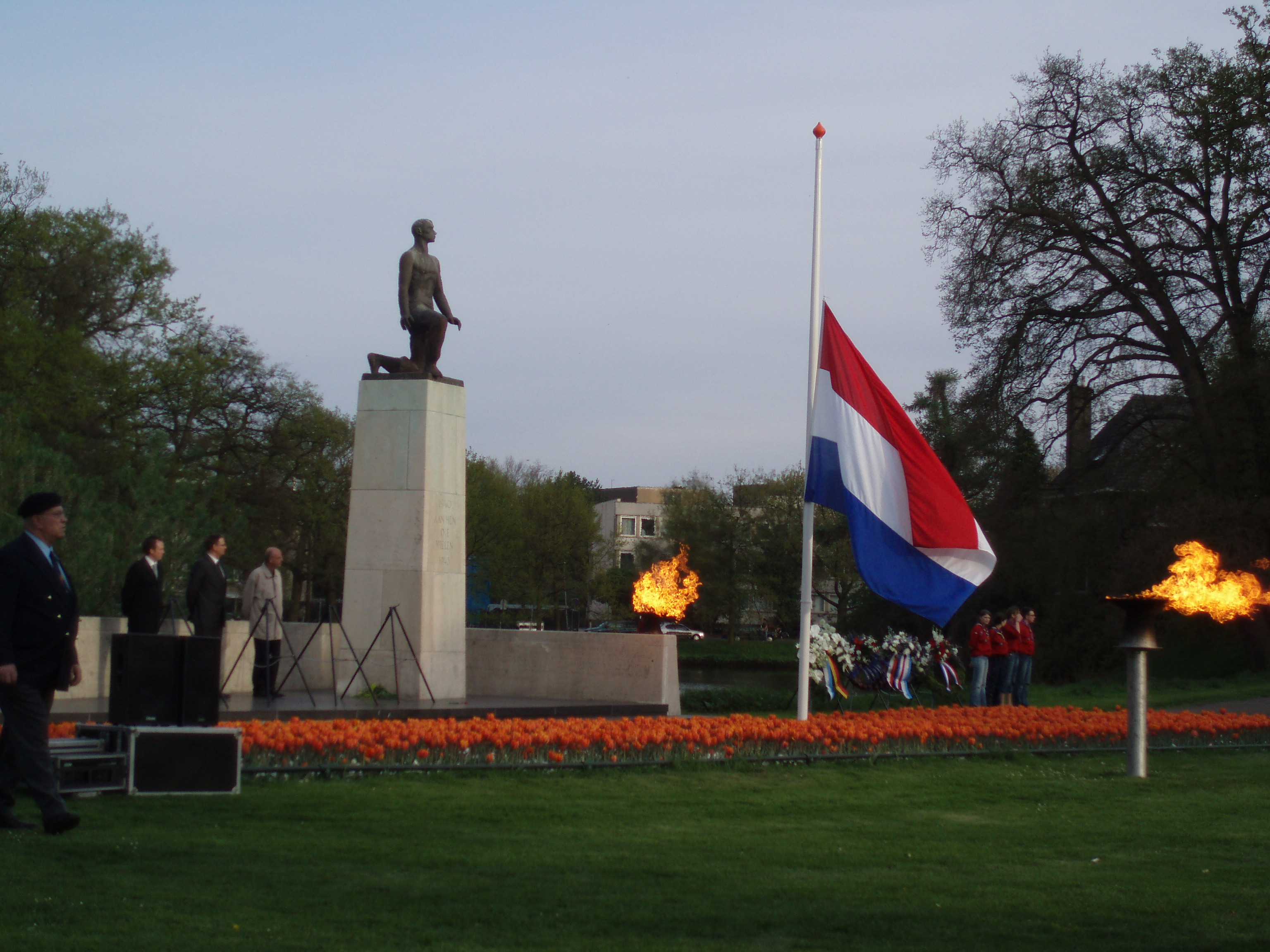
Dodenherdenking bij het Zwolse Oorlogsmonument

In de Tweede Wereldoorlog werden 499 joodse inwoners van Zwolle door de bezetter weggevoerd en in concentratiekampen omgebracht. Ook zijn er op diverse plaatsen in de stad mensen gefusilleerd die zich op enigerlei wijze verzetten tegen de bezetter. Diverse monumenten in de stad herinneren hieraan, zoals het Monument aan de Meppelerstraatweg en Monument op de schietbaan Berkum. In het Ter Pelkwijkpark staat het Oorlogsmonument Zwolle dat de herinnering levend moet houden aan alle Zwollenaren die in de Tweede Wereldoorlog om het leven zijn gekomen als gevolg van oorlogshandelingen. Zwolle werd op 14 april 1945 door Canadezen bevrijd.

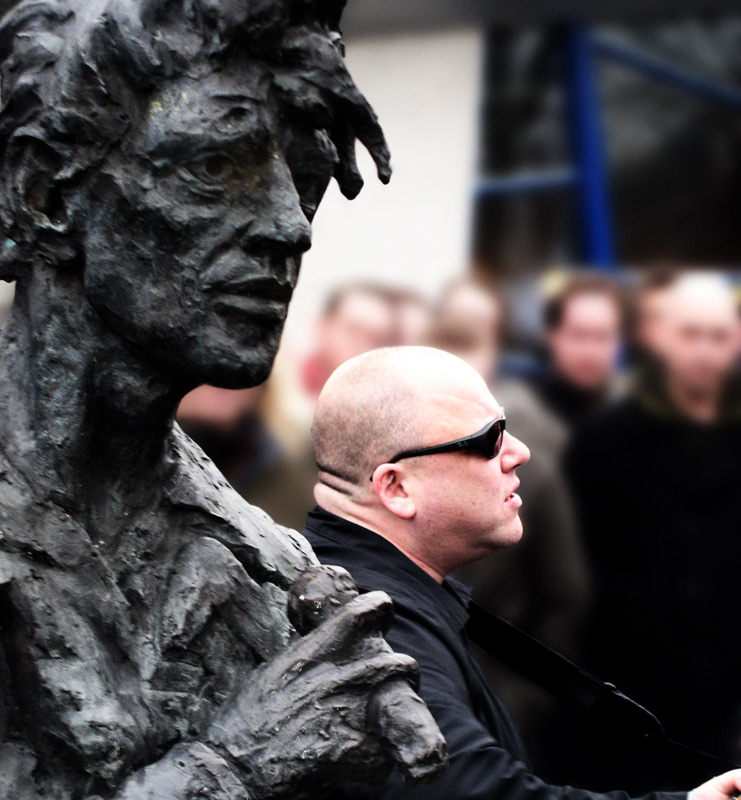
Black Francis brengt een hommage aan Herman Brood naast zijn standbeeld in Zwolle op 29 februari 2008

## Blauwvingers
Zwollenaren worden ook wel Blauwvingers genoemd. In de Middeleeuwen bestond er een flinke rivaliteit tussen de steden Zwolle en Kampen. Men maakte elkaar het leven zo moeilijk mogelijk: Zwollenaren werden beroofd, het vee van de Kampenaren werd gestolen.
De Zwollenaren hadden een bijnaam voor de Kampenaren: Kampersteuren. De scheldnaam voor de Zwollenaren was 'blauwvinger' daar zij meineed gepleegd hadden ten opzichte van de Hertog van Gelre.
Een andere verklaring kwam later, toen Zwolle ten tijde van een wapenstilstand het klokkenspel uit de verbrande toren te koop aanbood aan Kampen. De Kampenaren zouden hiermee akkoord gaan, mits zij mochten bepalen hoe het bedrag werd betaald. Op een dag kwam er een wagen vol met geld: allemaal vierduitstukken en de Zwollenaren kregen blauwe vingers van het tellen van de koperen munten. Blauwvingers werd daarom de bijnaam voor de Zwollenaren.
Tegenwoordig beschouwen de Zwollenaren de naam als een geuzennaam. Ieder jaar worden er zogenaamde Blauwvingerdagen georganiseerd. Op deze dagen is er markt en zijn er allerlei activiteiten.
De naam Blauwvinger duikt in 2007 op aan de andere kant van de oceaan als titel van een cd van de Amerikaanse artiest Black Francis (ex-Pixies), getiteld Bluefinger. Deze cd is geïnspireerd op de bekende overleden muzikant en kunstenaar Herman Brood, wiens wieg in Zwolle heeft gestaan.